# Miguel Hernández
Miguel Hernández Gilabert (Orihuela, 30 ottobre 1910 – Alicante, 28 marzo 1942) è stato un poeta e drammaturgo spagnolo, di particolare rilevanza nella letteratura spagnola del XX secolo. Sebbene tradizionalmente lo si inquadri nella generazione del '36, Miguel Hernández è più vicino alla generazione precedente, fino al punto d'essere considerato da Dámaso Alonso come il «geniale epigono della generazione del '27».

## Biografia

### Infanzia e giovinezza
Fu il secondo figlio maschio di una umile famiglia di pastori di Orihuela. Pastore di capre fin dalla tenera età, Miguel riceve i primi insegnamenti tra il 1915 e 1916 nel centro di insegnamento «Nuestra Señora de Monserrate» e tra il 1918 e il 1923 completa l'istruzione primaria nelle scuole dell'Ave María; nel 1923 passa a studiare per il diploma nel collegio di Santo Domingo de Orihuela, retto dai gesuiti. Nel 1925 abbandona gli studi per volontà paterna, dedicandosi esclusivamente al mestiere del pastore, anche se poco tempo dopo frequenterà studi di diritto e letteratura. Mentre accudisce al gregge, Miguel legge con avidità e scrive le sue prime poesie.
A quei tempi, il canonico Luis Almarcha inizia a fare amicizia con Miguel e mette a disposizione del giovane poeta i libri di San Juan de la Cruz, Gabriel Miró, Paul Verlaine, Virgilio ed altri. Le sue visite alla Biblioteca Pubblica sono sempre più frequenti; forma un improvvisato gruppo letterario insieme ad altri giovani di Orihuela intorno al panificio del suo amico Carlos Fenoll. I principali partecipanti a quelle riunioni sono, oltre a Miguel e a Carlos Fenoll,  il fratello di questi Efrén Fenoll, Manuel Molina e José Marín Gutiérrez, futuro avvocato e saggista che adotterà lo pseudonimo de «Ramón Sijé» e al quale Hernández dedicherá la sua celebre Elegía. A partire da questo momento, i libri sono la sua principale fonte di istruzione: Miguel diventa totalmente autodidatta. I grandi autori del Siglo de Oro: Miguel de Cervantes, Lope de Vega, Pedro Calderón de la Barca, Garcilaso de la Vega e, soprattutto, Luis de Góngora, diventano i suoi principali maestri.

### Secondo viaggio a Madrid
Dopo questo promettente inizio va a Madrid per la seconda volta in cerca di lavoro, questa volta con migliore fortuna, poiché riesce ad esser nominato collaboratore nelle Missioni Pedagogiche (Misiones Pedagógicas) e più tardi viene scelto come segretario e redattore della enciclopedia Los toros dal suo direttore e principale redattore, José María de Cossío, il quale è d'ora in avanti il suo più fervente ammiratore. Collabora inoltre con assiduità alla Revista de Occidente e mantiene una appassionata relazione con la molto spigliata pittrice Maruja Mallo, che gli ispira parte dei sonetti di Rayo que no cesa. Si presenta Vicente Aleixandre e fa amicizia con lui e con Pablo Neruda; questa è l'origine della sua breve tappa dentro il Surrealismo, con respiro passionale e ispirazione tellurica. La sua poesia di questo periodo si fa più sociale e manifesta nei suoi risvolti chiari un compromesso politico con i più poveri e i diseredati. A dicembre del 1935 muore il suo fraterno amico di tutta la vita, Ramón Sijé, al quale Miguel dedica la sua straordinaria Elegía, che provoca il difficile entusiasmo di Juan Ramón Jiménez in una cronaca del diario El Sol.
(Miguel Hernández, Elegía)

### Guerra Civile
Allo scoppio della Guerra civile spagnola, Miguel Hernández si arruola al bando dei repubblicani. Hernández figura nel 5º Reggimento e passa ad altre unità nei fronti della batalla de Teruel, Andalusia ed Estremadura. In piena guerra, riesce a scappare brevemente a Orihuela per sposarsi il 9 marzo del 1937 con Josefina Manresa (2 gennaio 1916-18 febbraio 1987). Dopo pochi giorni deve ritornare al fronte di Jaén. Nella primavera del 1937 assiste al II Congreso Internacional de Escritores Antifascistas celebrato a Madrid e Valencia, e più tardi viaggia in Unione Sovietica come rappresentanza del governo della Repubblica, da dove ritorna in ottobre per scrivere il dramma Pastor de la muerte e numerose poesie raccolte più tardi nella opera El hombre acecha. Nel 1938 nasce il suo primo figlio, Manuel Ramón, che muore da lì a pochi mesi e al quale dedica la poesia El Hijo e altre reccolte nel Cancionero y romancero de ausencias. A gennaio del 1939 nasce il secondo, Manuel Miguel (morto il 23 maggio 1984 a 45 anni, ebbe due figli da Lucia Izquierdo), al quale dedica El Hijo de la Luz y de la Sombra e, scritta dal carcere, la famosa Nanas de la cebolla. Scrive un nuovo libro: Viento del pueblo. Destinato alla 6ª divisione, passa a Valencia.
(Miguel Hernández, Nanas de la cebolla)

### Prigione e morte
Alla fine della guerra nel 1939 si stampava a Valencia El hombre acecha. Ancor prima di completare la rilegatura, la commissione depuratrice franchista, presieduta dal filologo Joaquín de Entrambasaguas, ordina la distruzione completa dell'edizione. Tuttavia, due esemplari si salvano permettendo così la riedizione del libro nel 1981. Il suo amico Cossío si offre di accoglierlo a Tudanca, ma il poeta decide di tornare a Orihuela. Però a Orihuela corre molti rischi, per cui decide di recarsi a Siviglia passando per Cordova, con l'intenzione di attraversare la frontiera del Portogallo a Huelva. La polizia di Salazar lo consegna alla Guardia Civile. Dal carcere di Siviglia viene trasferito al penitenziario di Torrijos (Madrid), da dove, grazie alle pressioni di Pablo Neruda su un cardinale, viene insperatamente rimesso in libertà senza esser processato nel settembre del 1939. Tornato a Orihuela, è denunciato e imprigionato, questa volta nella prigione della piazza del Conde de Toren a Madrid, ed è processato e condannato a morte nel marzo 1940. Cossío e altri intellettuali amici intercedono a suo favore, facendogli commutare la pena di morte in trent'anni di reclusione. Passa alla prigione di Palencia nel settembre 1940 e nel novembre al Penitenziario di Ocaña (Toledo). Nel 1941, è trasferito nel "Riformatorio per Adulti" (Reformatorio de Adultos) di Alicante, dove s'ammala prima di bronchite e poi di tifo, a cui si aggiungono poi le complicanze della tubercolosi. Muore nell'infermeria della prigione alicantina alle 5:32 della mattina del 28 marzo 1942, a soli 31 anni (ne avrebbe compiuti 32 di lì a sette mesi). Si racconta che non poterono chiudergli gli occhi, fatto su cui il suo amico Vicente Aleixandre compose una poesia. Fu sepolto nella nicchia (nicho) numero mille e nove del cimitero di Nuestra Señora del Remedio di Alicante, il 30 marzo.

## Opere

### Poesia
- Perito en lunas, Murcia, La Verdad, 1933 (Prólogo de Ramón Sijé).
- Tristes guerras
- El rayo que no cesa, Madrid, Héroe, 1936.
- Viento del pueblo. Poesía en la guerra, Valencia, Socorro Rojo Internacional, 1937 (Prólogo de Tomás Navarro Tomás).
- El rayo que no cesa, Buenos Aires, Espasa-Calpe, 1949 (Prólogo de José María Cossío. Incluye poemas inéditos).
- Seis poemas inéditos y nueve más, Alicante, Col. Ifach, 1951.
- Obra escogida, Madrid, Aguilar, 1952 (Incluye poemas inéditos).
- Cancionero y romancero de ausencias (1938–1941), Buenos Aires, Lautaro, 1958 (Prólogo de Elvio Romero).
- Antología, Buenos Aires, Losada, 1960 (Selec. y Prólogo de Mª de Gracia Ifach. Incluye poemas inéditos).
- Obras completas, Buenos Aires, Losada, 1960 (Ordenada por E. Romero. Prólogo de Mª de Gracia Ifach).
- El hombre acecha, Santander, Diputación, 1961 (Facsímil de la primera edición de 1939 perdida en imprenta).
- Obra poética completa, Madrid, Zero, 1979 (Introducción, estudio y notas de Leopoldo de Luis y Jorge Urrutia).
- 24 sonetos inéditos, Alicante, Instituto de estudios Juan Gil-Albert, 1986 (Edición de José Carlos Rovira).

### Teatro
- (ES)  Quién te ha visto y quién te ve y sombra de lo que eras, Madrid, 1929.
- (ES)  El labrador de más aire, Valencia, Nuestro Pueblo, 1937.
- (ES)  Teatro en la guerra, Alicante, Socorro Rojo Internacional, 1938.